# Cuadros en la oscuridad
 Cuadros en la oscuridad es una película coproducción de Alemania, Argentina y México filmada en colores dirigida por Paula Markovitch sobre su propio guion que se estrenó el 22 de octubre de 2017 en México y que tuvo como actores principales a Alvin Astorga, Maico Pradal, Ángeles Pradal y Brian Pradal.

## Sinopsis
Un hombre  de entre 50 y 60 años de edad, que en algún momento de su vida perteneció a la clase media, tiene una vida pobre y además de trabajar en una estación de servicio se dedica al arte de pintar. Cuando aparece un niño al que empieza a enseñarle su arte se inicia una relación que va evolucionando.

## Reparto
Intervinieron en el filme los siguientes intérpretes:
- Alvin Astorga
- Maico Pradal
- Ángeles Pradal
- Brian Pradal
- Lautaro Ruiz
- Lide Uranga
- Ezequiel Yupar

## Premios y nominaciones
La película fue nominada al Premio a la Mejor Película en la categoría de largometrajes mexicanos en el 15° Festival de Morelia 2017.

## Críticas
Gaspar Zimerman en Clarín dijo:

”Marcos, empleado de una estación de servicio en un paraje desolado de Córdoba, que alguna vez fue un militante en la clandestinidad y ahora, entrando en la tercera edad, es un pintor clandestino. Su soledad se verá acompañada por la de Luis, un chico de la calle que irrumpe en su casa con intenciones de robar. Paula Markovitch narra este vínculo casi prescindiendo de los diálogos, con una inquieta cámara en mano centrada en las acciones de los personajes. Un tono seco, de observación, emparentado al cine social de los hermanos Dardenne, registra a estos dos marginales que encuentran en el arte un puente de comunicación, una ventana que ilumine la oscuridad de sus días.”

Martín Miguel Pereira en el sitio web cineramaplus opinó:

”...comienza como relato de aprendizaje... en una Córdoba casi post-apocalíptica. Forzando un poco la mirada podríamos decir que el apocalípsis fue la última dictadura que instauró el neoliberalismo en el país...el background story del protagonista...nos dice que su situación actual de marginalidad se debe a la clandestinidad que vivió durante el gobierno dictatorial; como si de la marginalidad política y social hubiera pasado a la económica, lo que puede ser una metáfora del devenir de la sociedad entera...no se termina de entender cómo afecta ese pasado al protagonista para imposibilitarlo de enseñar ni si sus sueños truncados de los años 70 tienen relación con ese presente...sin ese trasfondo, la película no es más que una anécdota de gente que vive en la pobreza, sin ninguna profundidad ni textura.